# 茨木のり子
茨木 のり子（いばらぎ のりこ、本姓・三浦（みうら）、1926年（大正15年）6月12日 - 2006年（平成18年）2月17日）は、日本の詩人、随筆・童話・脚本も執筆。
主な詩集に、『見えない配達夫』(1958年)、『鎮魂歌』(1965年)、『自分の感受性くらい』(1977年)、『倚（よ）りかからず』(1999年)など。

## 人物・来歴
大阪回生病院で、宮崎洪（ひろし）、勝の長女として生まれる。1937年12月、母、勝が結核で死去。のり子11歳。小学校5年生の日であった。
1939年、愛知県立西尾高等女学校（現・西尾高等学校）入学。卒業後上京し、帝国女子医学・薬学・理学専門学校（現・東邦大学）薬学部に入学する。19歳の時に終戦を迎え、1946年に同校を繰り上げ卒業。薬剤師の資格を得た。ただし、「年譜」によれば、「かなりの劣等生、そのうえ、空襲下、逃げまどうばかりの学生生活だったため、みずからを恥じ、以後薬剤師の資格は使用せず」と記している。
1946年夏、帝国劇場で上映されていたシェークスピアの「真夏の夜の夢」を見て感激する。その時、劇場前にあった「読売新聞第1回戯曲募集」の看板を見て、三河木綿発祥の民話を核にした戯曲を書いて応募、佳作に選ばれる。自作童話2編がNHKラジオで放送されるなど童話作家・脚本家として評価される。1949年、医師の三浦安信と結婚。新居は埼玉県所沢町（現・所沢市）に構えた。
家事のかたわら詩誌『詩学』の投稿欄「詩学研究会」に投稿を始める。最初は二篇を投稿し、そのうちの一篇である「いさましい歌」が選者村野四郎に選ばれ、1950年9月号に掲載される。この時初めて茨木のり子のペンネームを使った。
1953年5月に同じ「詩学研究会」に投稿していた川崎洋と共に同人誌『櫂（かい）』を創刊。創刊号は川崎洋・茨木のり子の二人だけの同人誌だったが、二号からは谷川俊太郎、三号から吉野弘、舟岡遊治郎、四号から水尾比呂志が参加し、その後も中江俊夫、友竹辰、大岡信など多数の詩人が参加した。1957年10月解散。
1955年、第一詩集『対話』を不知火社から刊行。1958年10月、東京都保谷市（現・西東京市）東伏見に移る。同年11月、『見えない配達夫』飯塚書店から刊行。戦時下の女性の青春を描いた「わたしが一番きれいだったとき」は、多数の国語教科書に掲載されている。
1965年12月1日、「櫂」復刊。
1975年、北里研究所附属病院の医師として働いていた安信が肝臓癌のため死去。
1977年、『自分の感受性くらい』を花神社から刊行。
1976年より韓国語を習い始め、韓国現代詩の紹介に尽力する。1991年に『韓国現代詩選』で読売文学賞（研究・翻訳部門）を受賞。
1999年10月、73歳、詩集『倚りかからず』筑摩書房から刊行。
2004年、『落ちこぼれ』を理論社から刊行。
2006年2月17日、くも膜下出血のため西東京市東伏見の自宅で死去。79歳没。遺志により、葬儀、偲ぶ会は行わず、生前に用意された手紙が友人に送られた。同年4月、夫の眠る三浦家の菩提寺である鶴岡市加茂の浄禅寺に埋葬された。2007年、先立った夫への想いを綴った約40編の詩が詩集『歳月』としてまとめられ一周忌に合わせ刊行されている。

## 親族
夫・安信の郷里は山形県鶴岡。7人兄弟姉妹の3男である。父・平次郎は開業医で、明治の終わり、鶴ヶ岡城跡に近い本町で三浦医院を開いた。安信は旧制鶴岡中学、旧制山形高校理科乙類、大阪帝国大学医学部へと進む。慶応大学医学部にも合格し、慶応に行きたかったようであるが、進路を決めたのは「帝国大学に行け」という父の一言であった。終戦の年、安信は阪大を繰り上げ卒業し、軍医の幹部候補生として仙台に赴任。戦後、新潟大学医学部の医局に入り助手となり、その後、東京・東村山にあった結核療養所・保生園（現・新山手病院）の医師を経て、港区白金台の北里研究所附属病院の勤務医となった。肺結核、肺癌など呼吸器系の臨床内科医であったが、1975年に肝臓癌で死去。
父・洪は信州・長野出身。生家は善光寺前で味噌・醤油を商っていた。金沢医学専門学校（のちの金沢大学医学部）を卒業、病院勤務を経て、スイス・ベルン大学に留学。帰国後、済生会大阪病院（現・大阪府済生会中津病院）耳鼻咽喉科医長となる。その後、京都帝国大学医学部解剖学教室専修科生、医学部副手などを経て、1942年秋、いまの名鉄西尾線・吉良吉田駅前に宮崎医院を開いた。
母・勝は7人兄弟姉妹の次女として、山形県三川町の大地主に生まれる。鶴岡高等女学校（のちの山形県立鶴岡北高等学校）に学び、縁あって洋行帰りの洪と結ばれ、大阪、京都を経て愛知の西尾、吉良へ移り住み、長女・のり子、長男・英一の母親となった。
継母・のぶ子は、勝の死去の2年後、新しい母として迎えられた。東京育ちで実践高等女学校（現・実践女子学園中学校・高等学校）の出身で、逓信省に勤めた経験があり、しゃきしゃきした気性の人だったという。

## 著書

### 詩集・詩論集・エッセイ集
- 『対話』（不知火社、1955年）
- 『見えない配達夫』（飯塚書店、1958年）
- 『鎮魂歌』（思潮社、1965年）
- 『うたの心に生きた人々』（さ・え・ら書房、1967年）のちちくま文庫
- 『おとらぎつね』（さ・え・ら書房、1969年）
- 『茨木のり子詩集』（思潮社・現代詩文庫、1969年）
- 『人名詩集』（山梨シルクセンター出版部、1971年）
- 『言の葉さやげ』（花神社、1975年）
- 『自分の感受性くらい』（花神社、1977年）
- 『詩のこころを読む』（岩波ジュニア新書、1979年）
- 『寸志』（花神社、1982年）
- 『食卓に珈琲の匂い流れ』（花神社、1992年）
- 『一本の茎の上に』（筑摩書房、1994年）
- 『おんなのことば』（童話屋、1994年）
- 『汲む 詩画集』（北泉社、1996年）
- 『個人のたたかい』（童話屋、1999年）
- 『倚りかからず』（筑摩書房、1999年）のち文庫
- 『貘さんがゆく』童話社〈詩人の評伝シリーズ〉、1999年4月8日。ISBN 4887470053。 山之口貘の評伝。『うたの心に生きた人々』が原本。
- 『対話－茨木のり子詩集』（童話屋、2001年）
- 『茨木のり子集 言の葉 1〜3』（筑摩書房、2002年）(ちくま文庫、2010年)
- 『落ちこぼれ』理論社、2004年1月。ISBN 4-652-03841-0。水内喜久雄 選、はた こうしろう 絵。
- 『歳月』（花神社、2007年）
- 『智恵子と生きた 高村光太郎の生涯』（童話屋、2007年）
- 『君死にたもうことなかれ 与謝野晶子の真実の母性』（童話屋、2007年）
- 『女がひとり頬杖をついて』（童話屋、2008年）
- 『茨木のり子全詩集』（花神社、2010年）
- 『谷川俊太郎選 茨木のり子詩集』（岩波文庫、2014年）

### 訳書
- 『うかれがらす』金善慶（筑摩書房、1986年）
- 『韓国現代詩選』（花神社、1990年）

### 一般書
- 『ハングルへの旅』朝日新聞社、1986年。『ハングルへの旅』（新装版）朝日新聞出版、2023年。
- 『言葉が通じてこそ、友だちになれる』（筑摩書房、2004年）
- 『思索の淵にて』長谷川宏共著（近代出版、2006年)
- 『茨木のり子の献立帖』平凡社、2017年1月13日。ISBN 978-4582635058。

### 絵本
- 茨木のり子・山内ふじ江(絵)『貝の子プチキュー』福音館書店、2006年6月。

### 論文
- 茨木のり子「行方知らずも--私の古典発見」『展望』第78号、筑摩書房、1965年6月、180-183頁、NAID 40002563602。
- 茨木のり子「私の花束 (山本安英研究(特集))」『テアトロ』第309号、カモミール社、1969年3月、31-36頁、NAID 40002481344。
- 茨木のり子「高良留美子詩集「見えない地面の上で」--硬質の香気をもった詩」『現代詩手帖』第13巻第9号、思潮社、1970年9月、130-131頁、ISSN 13425544、NAID 40001114197。
- 茨木のり子「日常のなかの不服従--或る種の言葉に対しての (不服従への道(特集))」『思想の科学 第5次』第107号、思想の科学社、1970年10月、50-56頁、ISSN 05830850、NAID 40004169351。
- 茨木のり子「研究会作品合評」『詩学』第26巻第1号、詩学社、1971年1月、89-107頁、ISSN 13425595、NAID 40001504816。
- 茨木のり子「原初的感性--忘れものの感覚について (日本文学の始原(特集)) -- (原初のこころ)」『国文学 解釈と教材の研究』第18巻第3号、学灯社、1973年3月、72-78頁、ISSN 04523016、NAID 40001349613。
- 茨木のり子「旅で逢う芭蕉 (芭蕉--表現の構造<特集>)」『国文学 解釈と教材の研究』第22巻第5号、学灯社、1977年4月、75-77頁、ISSN 04523016、NAID 40001351427。

## 校歌作詞
- 鶴岡市立温海中学校[24]
- 藤村女子中学・高等学校[25]

## 関連人物
- 村野四郎：「詩学研究会」選者、「いさましい歌」を評価。
- 金子光晴
- 山本安英
- 川崎洋、谷川俊太郎、大岡信、吉野弘、岸田衿子、水尾比呂志：『櫂』同人。
- 石垣りん：『詩のこころを読む』の中で、石垣りんの詩との最初の出逢いについて書いている。
- 劉連仁
- 沢知恵：アルバム『わたしが一番きれいだったとき』『りゅうりぇんれんの物語』ほかアルバム『われ問う』に「六月」「怒るときと許すとき」収録。
- 山根基世：担当した『土曜ほっとタイム』（NHKラジオ第1）の最終回に茨木をゲストとして招き[26]、親交を持った[27]。